# Annaberg (Niederösterreich)
Annaberg (historisch auch St. Annaberg) ist eine Gemeinde mit 479 Einwohnern (Stand 1. Jänner 2025) im Bezirk Lilienfeld in Niederösterreich. Der Hauptort befindet sich auf dem Annaberg.

## Geografie
Annaberg liegt im Mostviertel in Niederösterreich. Geologisch gehört das Gebiet zu den niederösterreichischen Kalkalpen. Die Fläche der Gemeinde umfasst 63,48 Quadratkilometer. 81,47 Prozent der Fläche sind bewaldet.
Bei Annaberg entspringt die Türnitz, einer der beiden Quellflüsse der Türnitzer Traisen.

### Gemeindegliederung
Das Gemeindegebiet umfasst folgende vier Ortschaften und gleichnamige Katastralgemeinden (Einwohnerzahl in Klammern, Stand 1. Jänner 2025):
- Annarotte (187) samt Annaberg, Äußere Schmelz, Innere Schmelz, Koteau, Pfarralm und Schmelz
- Haupttürnitzrotte (63)
- Langseitenrotte (132) samt Erlaufboden, Joachimsberg, Reith und Wienerbruck
- Lassingrotte (97) samt Sägemühle

## Geschichte
Im Altertum war das Gebiet Teil der Provinz Noricum.
Ende des 12. Jahrhunderts bestand hier vermutlich bereits eine Burg der Herren von Tannenberg. Die Gegend um Annaberg kam 1202 durch eine Schenkung von Leopold VI. zum Zisterzienserstift Lilienfeld. Bereits 1207 begann Abt Gerhard den 976 m hohen Bergsattel urbar zu machen. 1217 entsendete  das Stift Lilienfeld Mönche und Brüder auf den Tannberg, um dort einen Wirtschaftshof zu gründen, eine feste Ansiedlung und eine Kapelle, die der Hl. Anna geweiht wurde. Im Jahre 1327 wurde diese auf Grund der zahlreichen Besuche der Wallfahrer erweitert. Die alte hölzerne Kapelle wurde erneuert und 1332 von Bischof Albert II. von Passau in Anwesenheit des Abtes Ottokar von Lilienfeld und Probst Henricus von St. Pölten geweiht.
Annaberg wurde 1380 zur Pfarre erhoben.
Der immer steigende Zustrom von Wallfahrern machte einen Aus- und Neubau notwendig. An die Kapelle St. Anna wurde ein Langhaus angebaut. Am 8. Jänner 1444 weihte der Passauer Weihbischof Johannes den neuen Kirchenbau und die Altäre. Erstmals urkundlich erwähnt ist der Erzabbau im Jahr 1499.
Im Dreißigjährigen Krieg 1639 wurde die ganze Ortschaft durch einen Brand zerstört, und mit Hilfe von Spenden des Kaisers Ferdinand II. und seiner Gemahlin Eleonora Gonzaga wieder aufgebaut. Vor allem im 18. Jahrhundert gab es auch rege Bergbautätigkeit, wie das Silberbergwerk in der Ortschaft Schmelz. Weiters wurde noch Blei, Gips und Kohle abgebaut. Eine beliebte Tätigkeit in der Gegend um Annaberg war das Ameisln, das etwa von der Familie Bandion bis ins 21. Jahrhundert betrieben wurde.
Die Eröffnung der Mariazellerbahn 1907 brachte schließlich das Zeitalter des Fremdenverkehrs. Laut Adressbuch von Österreich waren im Jahr 1938 in der Ortsgemeinde Annaberg ein Bäcker, ein Drechsler, ein Fleischer, ein Friseur, drei Fuhrwerker, sechs Gastwirte, drei Gemischtwarenhändler, zwei Holzhändler, ein Landmaschinenhändler, ein Sattler, ein Schlosser, ein Schmied, zwei Schneider, zwei Schuster, ein Skierzeuger, ein Tischler, ein Weber und mehrere Landwirte ansässig. Weiters gab es im Ort zwei Sägewerke, eine Beleuchtungsgenossenschaft und eine Konsumgenossenschaft.
Im September 2013 ereignete sich in der Gemeinde der Mehrfachmord von Annaberg, spätestens seit Juni 2015 erinnert ein Gedenkstein in Lassingrotte an der T-Kreuzung B20/B28 daran.

### Religionen
Etwa zwei Drittel der Bevölkerung ist römisch-katholisch (Pfarrgemeinde Annaberg), etwa ein Drittel bekennt sich zur Evangelischen Kirche A.B. (als Teil der evangelischen Pfarrgemeinde Mitterbach).

### Bevölkerungsentwicklung
| Annaberg: Einwohnerzahlen von 1869 bis 2025         | Annaberg: Einwohnerzahlen von 1869 bis 2025 | Annaberg: Einwohnerzahlen von 1869 bis 2025 | Annaberg: Einwohnerzahlen von 1869 bis 2025 | Annaberg: Einwohnerzahlen von 1869 bis 2025 |
| --------------------------------------------------- | ------------------------------------------- | ------------------------------------------- | ------------------------------------------- | ------------------------------------------- |
| Jahr                                                |                                             |                                             |                                             | Einwohner                                   |
| 1869                                                | 1869                                        |                                             | 1.078                                       | 1.078                                       |
| 1880                                                | 1880                                        |                                             | 1.068                                       | 1.068                                       |
| 1890                                                | 1890                                        |                                             | 1.086                                       | 1.086                                       |
| 1900                                                | 1900                                        |                                             | 1.093                                       | 1.093                                       |
| 1910                                                | 1910                                        |                                             | 1.312                                       | 1.312                                       |
| 1923                                                | 1923                                        |                                             | 1.455                                       | 1.455                                       |
| 1934                                                | 1934                                        |                                             | 1.279                                       | 1.279                                       |
| 1939                                                | 1939                                        |                                             | 1.177                                       | 1.177                                       |
| 1951                                                | 1951                                        |                                             | 1.145                                       | 1.145                                       |
| 1961                                                | 1961                                        |                                             | 1.102                                       | 1.102                                       |
| 1971                                                | 1971                                        |                                             | 1.040                                       | 1.040                                       |
| 1981                                                | 1981                                        |                                             | 1.031                                       | 1.031                                       |
| 1991                                                | 1991                                        |                                             | 891                                         | 891                                         |
| 2001                                                | 2001                                        |                                             | 687                                         | 687                                         |
| 2011                                                | 2011                                        |                                             | 562                                         | 562                                         |
| 2021                                                | 2021                                        |                                             | 499                                         | 499                                         |
| 2025                                                | 2025                                        |                                             | 479                                         | 479                                         |
| Quelle(n): Statistik Austria, Gebietsstand 1.1.2021 |                                             |                                             |                                             |                                             |

## Kultur und Sehenswürdigkeiten

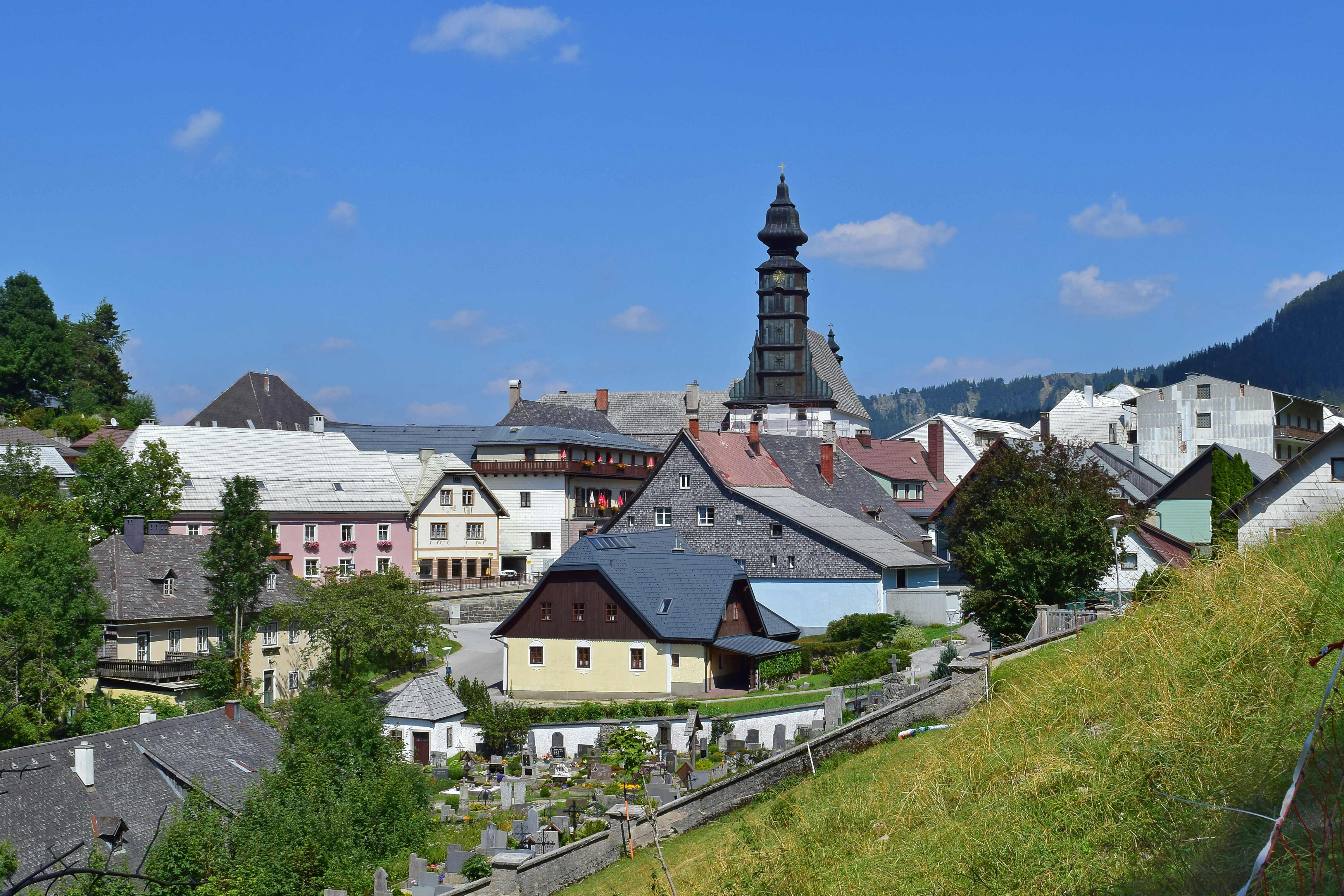
Pfarrkirche Annaberg

- Katholische Pfarrkirche Annaberg in Niederösterreich hl. Anna

## Wirtschaft und Infrastruktur
Nichtlandwirtschaftliche Arbeitsstätten gab es im Jahr 2001 52, land- und forstwirtschaftliche Betriebe nach der Erhebung 1999 47. Die Zahl der Erwerbstätigen am Wohnort betrug nach der Volkszählung 2001 297. Die Erwerbsquote lag 2001 bei 43,95 %.
Im Gebiet der Gemeinde Annaberg befindet sich das Kraftwerk Wienerbruck.
Auf der Passhöhe befindet sich auch ein Skigebiet.

### Tourismus
Annaberg ist auch eines der Skigebiete Niederösterreichs, das nur 1,5 Std. von Wien entfernt ist. Damit wird es gerne am Wochenende von Skifahrern und Snowboardern besucht. Im Winter bietet der Annaberg die ganze Breite des Wintersports: Skifahren, Snowboarden, Langlaufen, Schneeschuhwandern inklusive diverser „Wintererlebnisaktivitäten“ wie Märchenwald, Waveride im Anna-Park oder ähnliches.
Im Sommer geht es naturgemäß ruhiger zu: zahlreiche Wanderrouten und Reitwege erlauben einen sanften Zugang zur Landschaft rund um den Annaberg. Der Ort liegt mit dem Niederösterreichischen Mariazellerweg (Variante 06B), der Via Sacra, dem Traisentaler Rundwanderweg 655 sowie dem Waldmarkweg 622 an mehreren österreichischen und regionalen Weitwanderwegen.

### Verkehr

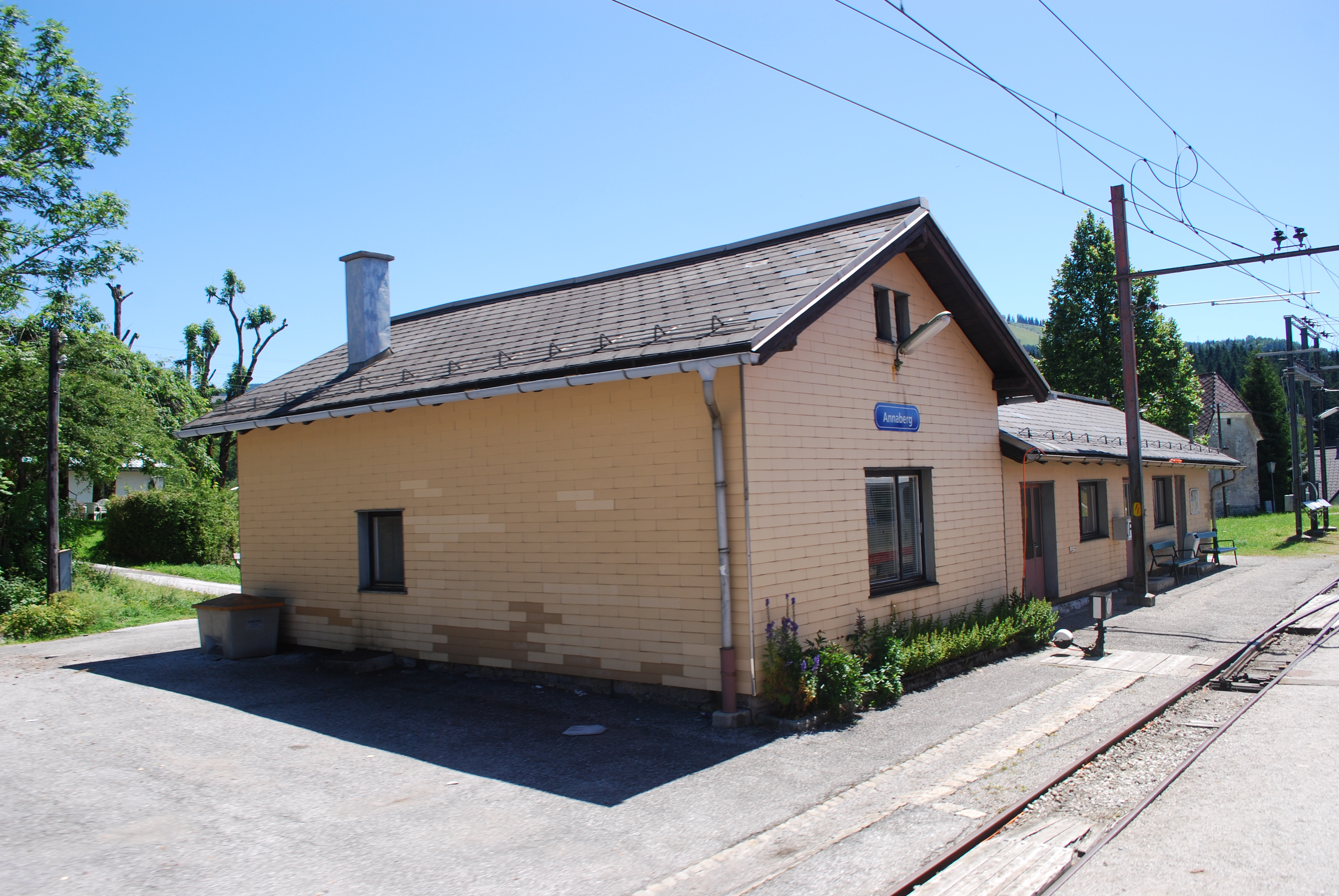
Bahnhof Annaberg

- Straße: Durch Annaberg verläuft die Bundesstraße 20 (Mariazeller Straße), die von St. Pölten über den Annaberg Pass nach Mariazell führt. In mehreren Kehren führt sie dabei mit einer Steigung von bis zu 12 % von Türnitz nach Annaberg.
- Bus: Auf der Mariazeller Straße verkehren auch Postbusse, die Annaberg mit St. Pölten und Mariazell verbinden.
- Bahn: Der Bahnhof Annaberg der schmalspurigen Mariazellerbahn befindet sich im Ort Reith, welcher zur Gemeinde Annaberg gehört und von dem auf der Passhöhe liegenden Hauptort von Annaberg ca. 6 km weit entfernt ist. Auch die nächste Station Wienerbruck-Josefsberg befindet sich noch im Gebiet der Gemeinde Annaberg. Sie wird von vielen Wanderern durch die Ötschergräben frequentiert. Beide Bahnhöfe sind mit Warteräumen, öffentlichen WC-Anlagen und Sitzbänken ausgestattet. Betrieblich können sie auf der eingleisigen Strecke als Ausweichstelle verwendet werden. Im Jahr 2015 war die Mariazellerbahn die Hauptattraktion der Niederösterreichischen Landesausstellung „Eroberung der Alpen – Natur und Technik“[8].

## Politik

### Gemeinderat
Der Gemeinderat hat seit den Gemeinderatswahlen 2025 13 Mitglieder, davor waren es 15 Mitglieder.
- Mit den Gemeinderatswahlen in Niederösterreich 1990 hatte der Gemeinderat folgende Verteilung: 10 ÖVP und 5 SPÖ.
- Mit den Gemeinderatswahlen in Niederösterreich 1995 hatte der Gemeinderat folgende Verteilung: 9 ÖVP, 3 FPÖ und 3 SPÖ.[9]
- Mit den Gemeinderatswahlen in Niederösterreich 2000 hatte der Gemeinderat folgende Verteilung: 8 ÖVP, 4 SPÖ und 3 FPÖ.[10]
- Mit den Gemeinderatswahlen in Niederösterreich 2005 hatte der Gemeinderat folgende Verteilung: 11 ÖVP und 4 SPÖ.[11]
- Mit den Gemeinderatswahlen in Niederösterreich 2010 hatte der Gemeinderat folgende Verteilung: 10 ÖVP, 4 SPÖ und 1 FPÖ.[12]
- Mit den Gemeinderatswahlen in Niederösterreich 2015 hatte der Gemeinderat folgende Verteilung: 12 ÖVP und 3 SPÖ.[13]
- Mit den Gemeinderatswahlen in Niederösterreich 2020 hat der Gemeinderat folgende Verteilung: 11 ÖVP, 3 SPÖ und 1 Grüne.[14]
- Mit den Gemeinderatswahlen in Niederösterreich 2025 hat der Gemeinderat folgende Verteilung: 9 ÖVP, 2 FPÖ und 2 SPÖ (davon nur 1 Mandat besetzt).[15][16]

### Bürgermeister
- 1945–1975 Johann Tesar (ÖVP)
- 1975–1985 Franz Karner (ÖVP)
- 1985–1995 Werner Schrempf (ÖVP)
- 1995–2002 Heinz Schenner (ÖVP)
- 2002–2020 Petra Zeh (ÖVP)
- seit 2020 Claudia Kubelka (ÖVP)

## Persönlichkeiten

### Ehrenbürger der Gemeinde
- Wolfgang Kubelka (* 1935)[17]

### In Annaberg geborene Personen
- Johann Tesar (1895–1988), Abgeordneter zum Landtag von Niederösterreich und Bürgermeister
- Erwin Wenzl (1921–2005), Landeshauptmann von Oberösterreich
- Sepp Gamsjäger (1923–1991), Zeichner und Graphiker
- Leo Karner (* 1952), Radrennfahrer

### Personen mit Bezug zur Gemeinde
- Bruno Heinrich (1908–1992), Kaplan in Annaberg und Josefsberg
- Mira Lobe (1913–1995), Kinderbuchautorin, nutzte Annaberg in den 1960er-Jahren als Zweitwohnsitz.[18] Von Mai bis September 2013 wurde die Ausstellung „100 Jahre Mira Lobe“ gezeigt.
- Liese Prokop (1941–2006), Sportlerin und Politikerin, begraben in Annaberg